# Rhus taishanensis
Rhus taishanensis är en sumakväxtart som beskrevs av S.B. Liang. Rhus taishanensis ingår i släktet sumaker, och familjen sumakväxter. Inga underarter finns listade i Catalogue of Life.